# Першино (Чеховский район)
Першино — деревня в Чеховском районе Московской области, в составе муниципального образования сельское поселение Стремиловское (до 28 февраля 2005 года входила в состав Стремиловского сельского округа), деревня связана автобусным сообщением с райцентром и соседними населёнными пунктами.

## Население
| 2002 | 2006 | 2010 |
| ---- | ---- | ---- |
| 7    | ↗8   | ↘4   |

## География
Першино расположено примерно в 22 км на запад от Чехова, на реке Стыдинка, притоке реки Никажель (правый приток Лопасни),
высота центра деревни над уровнем моря — 172 м.